# Emtusa
Emtusa o EMTUSA es el acrónimo por el que se conoce a la Empresa Municipal de Transportes Urbanos, S. A., una empresa de transporte público en la ciudad de Gijón, Asturias. Pertenece en su totalidad al Ayuntamiento de Gijón.
En 2024, EMTUSA transportó a 22.276.766 pasajeros.

## Historia

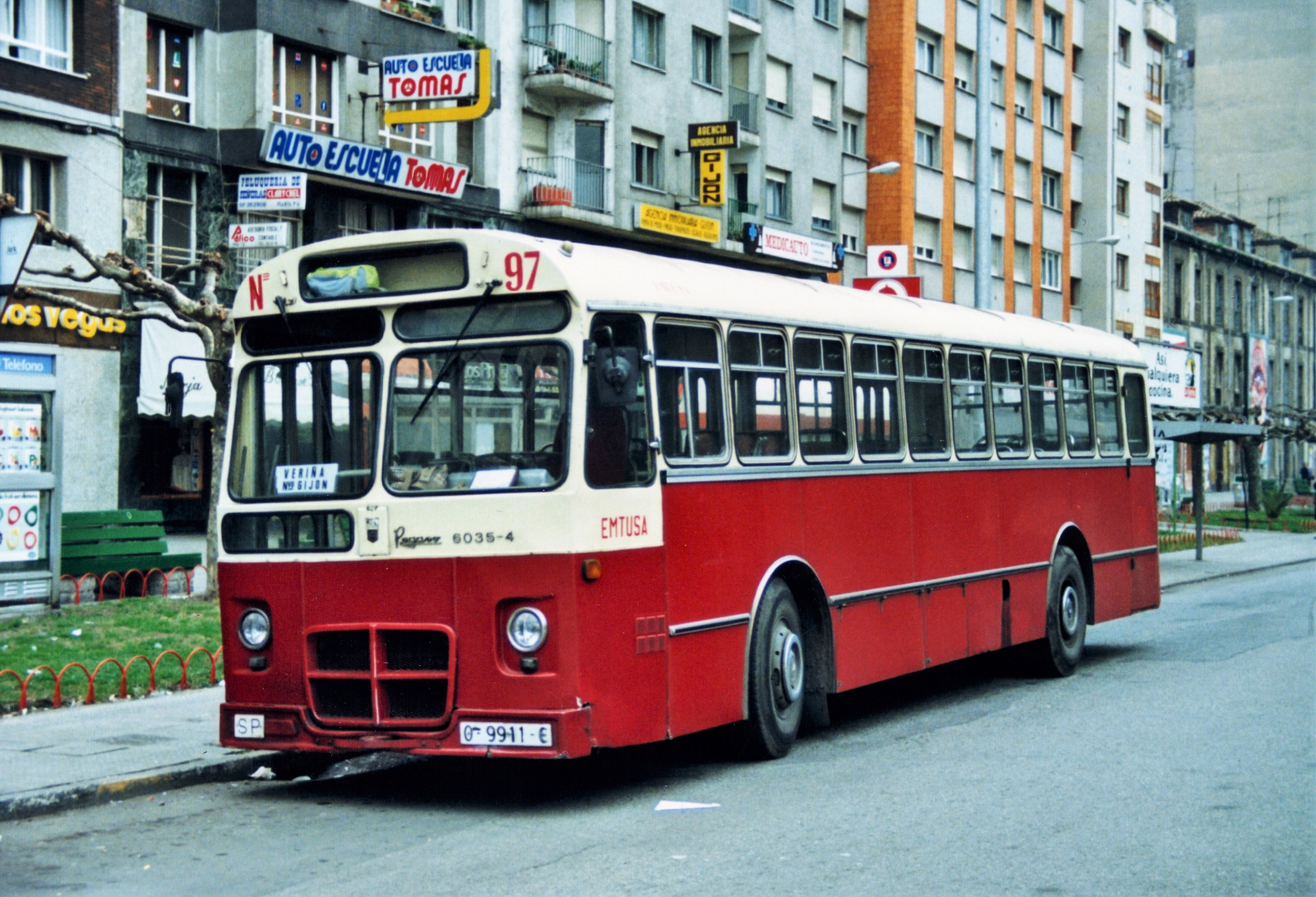
Autobús Pegaso estacionado en El Humedal en 1989

Las primeras formas de transporte urbano en Gijón aparecieron como tranvías. Los tranvías de Gijón, primero de tracción animal y luego eléctricos, funcionaron entre 1890 y 1964. Su final se debió a la falta de rentabilidad frente a los nuevos autobuses y la negación del Ayuntamiento a municipalizarlos
El 18 de julio de 1953 aparecen las 3 primeras líneas de autobús municipales (aunque ya hubiera líneas privadas desde comienzos de siglo). Para 1957 ya había 11 líneas operando por lo que el Ayuntamiento decide privatizar las líneas a principios de los años 1960. Los servicios se conceden a la recién creada empresa Transportes Unidos Sociedad Anónima (Tunisa). A finales de los años 1970 la empresa sufre un empeoramiento de sus servicios y número de viajeros por lo que, tras presiones de trabajadores y vecinales, el Ayuntamiento vuelve a crear una empresa pública de transportes. Nace así, el 29 de julio de 1978, Emtusa. 
La flota hasta los 1980 estaba formada principalmente por autobuses Pegaso, luego se fueron sustituyendo por modelos MAN, Mercedes, Scania, Iveco y en la actualidad se están incorporando de nuevo autobuses Mercedes-Benz, esta vez con tecnología híbrida.
La pandemia de Covid-19 afectó a la compañía de diversas maneras, primeramente se redujo considerablemente el número de viajeros en 2020, recuperando paulatinamente en los siguientes años los números pre-pandémicos. Recibió concesiones estatales y municipales para cuadrar sus cuentas. Así mismo, aparecieron diversos descuentos tarifarios en el marco de apoyo al transporte público para paliar los efectos de la crisis de la guerra de Ucrania. Hasta la primera mitad de 2025, por ejemplo, el descuento alcanzó el 50%.En 2024 la compañía batió su récord de pasajeros al alcanzar los 22,2 millones de pasajeros.

## Líneas y paradas
Emtusa dispone de 26 líneas regulares y de 6 líneas nocturnas, los denominados Búhos. Las líneas conectan amplias zonas de la ciudad; siguiendo generalmente, una orientación radial y oeste-este hacia el centro de Gijón. Especialmente, a las paradas situadas entre Plaza Europa y El Humedal (en esta última se sitúa una oficina de atención al usuario).
Todos los barrios de Gijón y la mayoría de parroquias cuentan con una o varias líneas. 
Emtusa también dispone líneas especiales para eventos, especialmente para partidos en El Molinón y para la Feria Internacional De Muestras de Asturias (FIDMA). 
Se planteó implantar un nuevo sistema de líneas (Véase también: Remodelación de las líneas de 2023).
| Línea       | Cabecera         | Final                   | Observaciones                                                     |
| ----------- | ---------------- | ----------------------- | ----------------------------------------------------------------- |
| 1           | El Cerillero     | Hospital de Cabueñes    | Principal línea de la ciudad en número de viajeros                |
| 2           | El Corte Inglés  | Hospital de Cabueñes    |                                                                   |
| 4           | El Lauredal      | Campus Universitario    | Días no lectivos finaliza en Viesques. Los domingos en El Rastro  |
| 6           | El Musel         | Porceyo                 |                                                                   |
| 10          | Pumarín          | Hospital de Cabueñes    |                                                                   |
| 12          | El Cerillero     | Contrueces              | Segunda línea de la ciudad en número de viajeros                  |
| 14          | Sotiello         | Infanzón                | Tiene un recorrido similar a la línea 25, empezando más al oeste  |
| 15          | Nuevo Roces      | Hospital de Cabueñes    | Atraviesa variedad de barrios                                     |
| 16          | Vega             | Estación de Ferrocarril | Única línea considerablemente norte-sur                           |
| 18          | Nuevo Gijón      | Hospital de Cabueñes    |                                                                   |
| 20          | Nuevo Roces      | Somió                   | Única línea que estaciona en El Parchís y Begoña                  |
| 21          | Hospital de Jove | La Campa Torres         | Exclusiva del barrio de Jove                                      |
| 24          | Monteana         | Mareo                   |                                                                   |
| 25          | Tremañes         | Cementerio de Deva      | Tiene un recorrido similar a la línea 14, finalizando más al este |
| 26          | El Humedal       | Deva                    | Solo opera días no lectivos                                       |
| 34          | El Humedal       | El Musel                | Línea diaria nocturna                                             |
| 35          | Nuevo Roces      | Hospital de Cabueñes    | Línea lanzadera con dos salidas diarias                           |
| 36          | La Juvería       | Casa del Mar            | Conecta Tremañes con La Calzada                                   |
| E71         | Gran Capitán     | Hospital de Cabueñes    | Línea exprés por el sur de Gijón puesta en servicio en 2021       |
| Búhos       |                  |                         |                                                                   |
| B-1         | El Cerillero     | El Humedal              | Sólo las noches viernes y sábados y todas las de julio y agosto   |
| B-2         | Nuevo Roces      | El Humedal              | Sólo las noches viernes y sábados y todas las de julio y agosto   |
| B-3         | Montevil         | El Humedal              | Sólo las noches viernes y sábados y todas las de julio y agosto   |
| B-4         | Vega             | El Humedal              | Sólo las noches viernes y sábados y todas las de julio y agosto   |
| B-5         | Tremañes         | El Humedal              | Tiene un trazado similar al de la B-1                             |
| B-6         | Somió            | El Humedal              | Tiene un trazado similar al de la B-4                             |
| Específicas |                  |                         |                                                                   |
| 28          | El Humedal       | El Molinón              | Partidos de gran afluencia al estadio                             |
| 30          | El Humedal       | FIDMA                   | Opera durante la Feria Internacional de Muestras de Asturias      |
| 31          | Palacio Deportes | Escuela de Marina       | Conecta la FIDMA con el aparcamiento de la escuela de Marina      |

### Líneas principales

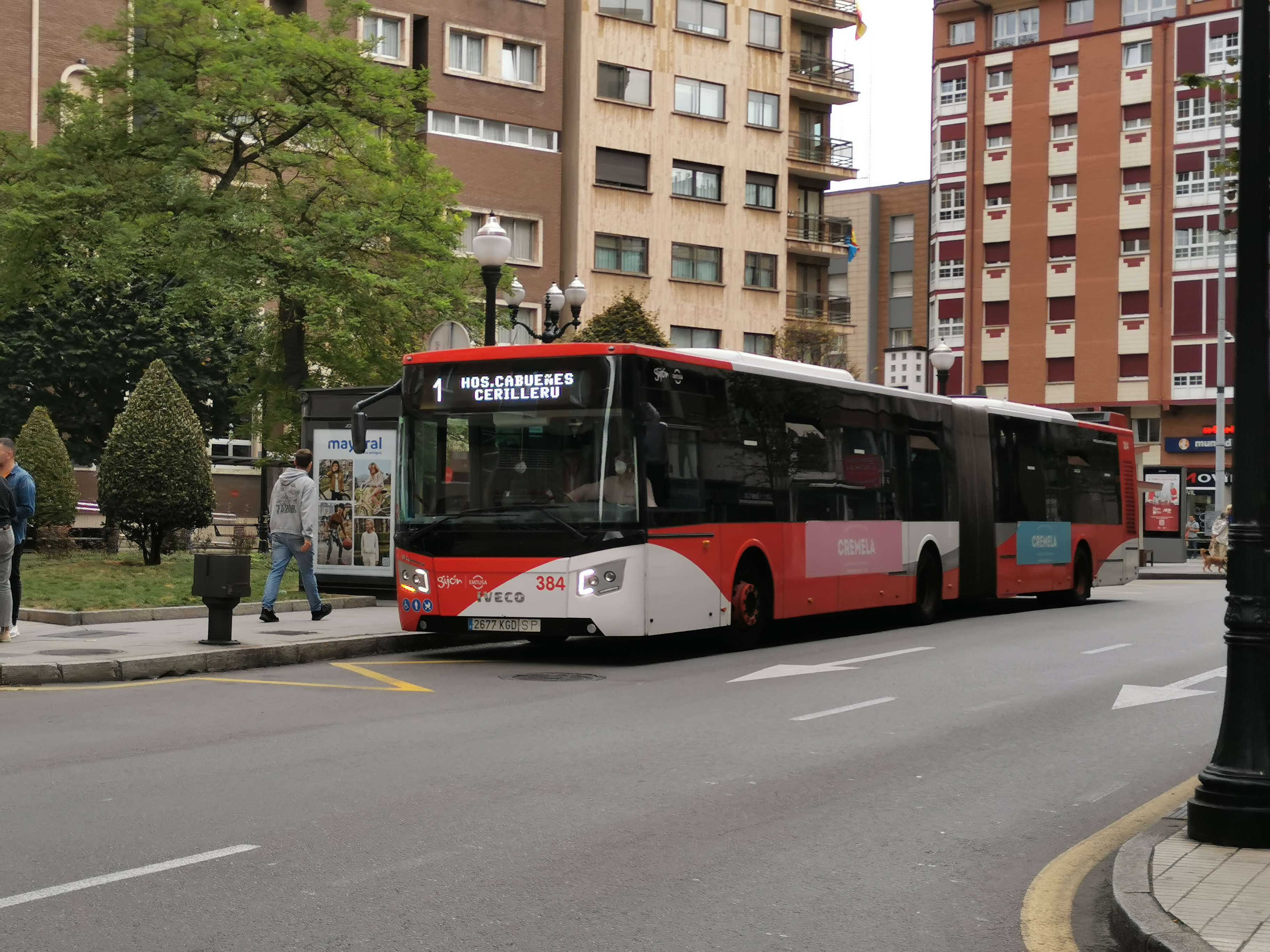
Autobús de la línea 1 en la plaza de Los Campos. Esta línea es la más utilizada de la ciudad.

Las líneas con mayor número de viajeros en 2020 fueron: La 1, 12, 15 y 10.
- Lista de las 5 principales líneas en 2020:
  - La línea 1 transportó en 2019 a 3.328.587 pasajeros en algún punto entre La Calzada y el Hospital de Cabueñes.
  - La línea 12 a 3.042.979 entre La Calzada y Contrueces.
  - La línea 15 a 2.610.088 entre Nuevo Roces y el Hospital de Cabueñes.
  - La línea 10 a 2.596.144 entre Pumarín y el Hospital de Cabueñes.
  - La línea 4 a 1.323.280 entre El Lauredal y el Campus de Gijón.

Los datos de pasajeros son de 2019 debido a la bajada de pasajeros por restricciones Covid en 2020. Las posiciones son las mismas sin embargo.

### Paradas principales
Las paradas más utilizadas por los usuarios son las siguientes.
- Plaza de Europa, donde estacionan 9 líneas regulares y 3 Búhos, siendo la parada que más correspondencias tiene.
- Cuatro Caminos, entre La Calzada y El Natahoyo.
- Hospital de Cabueñes, siendo la principal cabecera de la ciudad, con 7 líneas que finalizan en el hospital.
- Begoña, ubicada al sur del paseo de Begoña.

## Infraestructuras

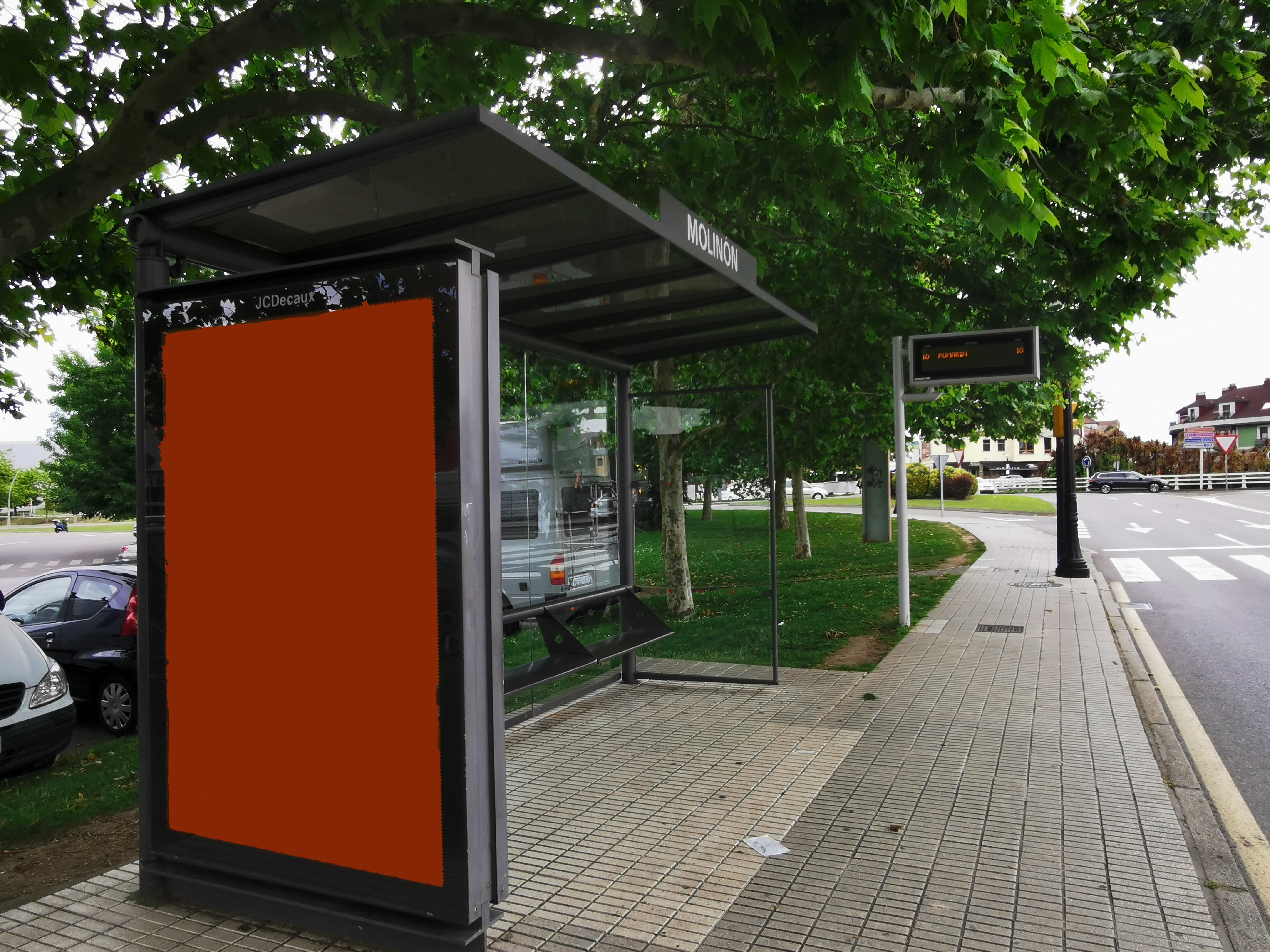
Marquesina en la parada Molinón. Esta en concreto cuenta con un panel informativo.

Las paradas de autobús son proporcionadas por JCDecaux y destacan dos modelos: Una marquesina cubierta (diseñada por Norman Foster) y un pivote para sitios con menos espacio. En todas las paradas existe información relevante, incluyendo generalmente un mapa de líneas y, en menor medida, un marcador que informa al usuario del tiempo aproximado del autobús. Muchas paradas han sido o están siendo reformadas para una mejor accesibilidad, esto incluye la eliminación de retranqueos (espacio de estacionamiento anexo al carril de circulación) y la instalación de baldosas podotáctiles.
Los usuarios pueden ver los horarios y otros servicios en la app de la empresa: "Gijón EMTUSA".

## Sede
Las oficinas, talleres y cocheras de la compañía se ubican en Tremañes, en unas instalaciones construidas en 2009. Tuvieron un coste de 15 millones de euros y consta de dos edificios, uno para las oficinas y otro mayor para los talleres y cocheras. Ambos alcanzan los 24.295 metros cuadrados y fueron ideados por los arquitectos Pablo Gamonal y Joaquín García Menéndez en un diseño funcional, estético y medioambiental. Anteriormente la sede estaba en La Calzada.

## Flota
Las 28 líneas son operadas por 91 autobuses; donde 20 son articulados y el resto estándar.
Toda la flota cumple requisitos de accesibilidad (rampas, sitios reservados...) y su media de edad era de 8 años en 2020. La empresa renueva periódicamente su flota por modelos nuevos, principalmente por otros más sostenibles.

## Abonos y servicios
El cobro de un viaje se hace mediante la compra de un billete sencillo (1,50€) en el propio autobús o, como es más común; con tarjeta ciudadana o tarjeta del CTA. EMTUSA ofrece una serie de abonos transporte de tal forma que el ciudadano pueda adaptarse al uso que tenga del bus. (Si lo usa raramente, puede optar por rellenar saldo o, si lo usa frecuentemente por el Abono Mensual, por poner ejemplos). Entre junio y diciembre de 2022 y enero y junio de 2025, las tarifas se redujeron en un 30% y en un 50% respectivamente.
Los menores de 17 años viajan gratis.

## Remodelación de las líneas de 2023
En 2023 estuvo en estudio una remodelación integral de líneas. En un avance del proyecto, presentado en enero de 2023, se planteaba la reorganización integral de todas las líneas mediante su eliminación y creación de otras. También se formuló cambios en la nomenclatura, abandonando los números e ideando un sistema basado en las letras H (horizontales respecto a la línea de costa), V (verticales) y R (radiales). Es la primera remodelación integral que sufre el mapa de líneas, que desde su formación había sido parcheado para poder adaptarse a las zonas de nueva construcción de la ciudad. Es el caso de barrios como Nuevo Roces y la Milla del Conocimiento, que reciben especial atención en este proyecto.
Las 17 líneas propuestas serán las siguientes:
| Línea               | Cabecera          | Final                   | Observaciones |
| ------------------- | ----------------- | ----------------------- | --- |
| Líneas horizontales |                   |                         | |
| H1                  | El Lauredal       | Hospital de Cabueñes    | Línea más próxima al mar. La cabecera oeste puede alcanzar Monteana.                                                              |
| H2                  | El Musel          | Hospital de Cabueñes    | Desde El Musel alcanza El Centro, donde adquiere el mismo trazado que la actual línea 10 hasta el Hospital de Cabueñes.           |
| H3                  | El Lauredal       | Hospital de Cabueñes    | Línea similar a la actual línea 1.                                                                                                |
| H4                  | La Calzada        | Hospital de Cabueñes    | Desde La Calzada cruza la ciudad transversalmente mediante las calles Carlos Marx y Pérez de Ayala entre otras.                   |
| H5                  | La Calzada        | Hospital de Cabueñes    | Línea con el mismo trazado que la actual E-71.                                                                                    |
| H6                  | El Humedal        | Hospital de Cabueñes    | Desde El Humedal atraviesa los barrios de El Polígono, Nuevo Gijón, Montevil y Viesques hasta el Hospital.                        |
| H7                  | Nuevo Roces       | Hospital de Cabueñes    | Línea con el mismo trazado que la actual línea 35.                                                                                |
| Líneas verticales   |                   |                         | |
| V1                  | Porceyo           | Plaza del Carmen        | Surge en la parroquia de Porceyo y recorre toda la avenida de la Constitución hasta El Centro.                                    |
| V2                  | Pumarín           | Plaza del Carmen        | A modo de línea circular recorre Pumarín para luego prolongarse hasta El Centro.                                                  |
| V3                  | Nuevo Roces       | Plaza del Carmen        | Línea lanzadera para Nuevo Roces, llega a El Centro atravesando la avenida de Schultz.                                            |
| V4                  | Roces             | El Humedal              | Mantiene un recorrido similar a la sección sur de la actual línea 20, recorriendo la avenida de El Llano.                         |
| V5                  | La Camocha        | Estación de Ferrocarril | Línea con el mismo trazado que la actual línea 16.                                                                                |
| V6                  | La Pedrera        | Plaza del Carmen        | Tiene un recorrido similar a la actual línea 24, aunque atravesando Nuevo Roces y teniendo desde ahí el mismo recorrido que la V3 |
| Líneas radiales     |                   |                         | |
| R1                  | Sotiello          | Somió                   | Línea resultante de la fusión de las actuales líneas 14 y 25.                                                                     |
| R2                  | Plaza del Carmen  | Somió                   | Línea con el mismo recorrido que la sección oriental de la actual línea 20.                                                       |
| R3                  | Avd. Constitución | Hospital de Cabueñes    | Esta línea surge en la avenida de la Constitución y a partir de Plaza Europa tiene el mismo recorrido que la actual línea 1.      |

Las cuatro líneas Búho y las tres específicas se mantienen.

## Galería

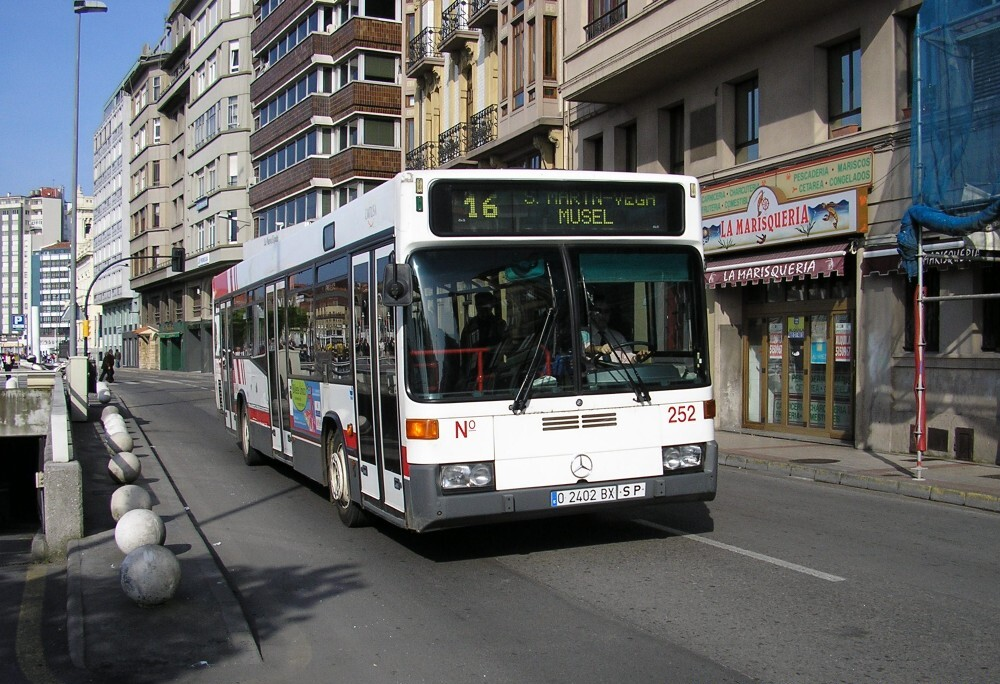
Autobús Mercedes-Benz ya retirado haciendo la línea 16 a la altura de Fomento en 2006.
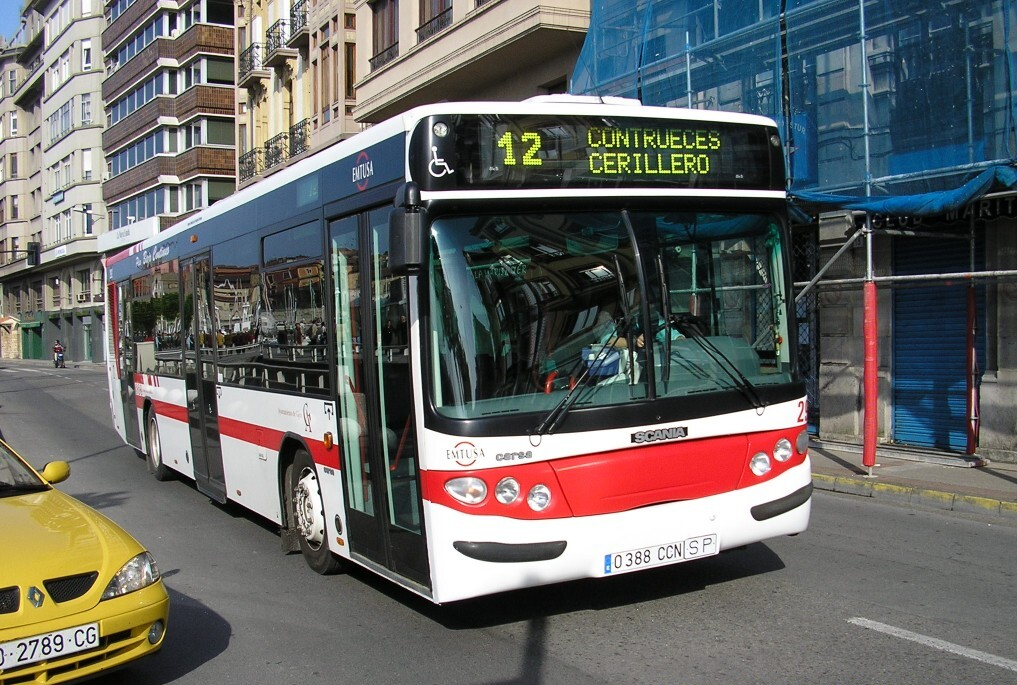
Un autobús Scania ya retirado recorriendo la línea 12 a la altura de Fomento en 2006.
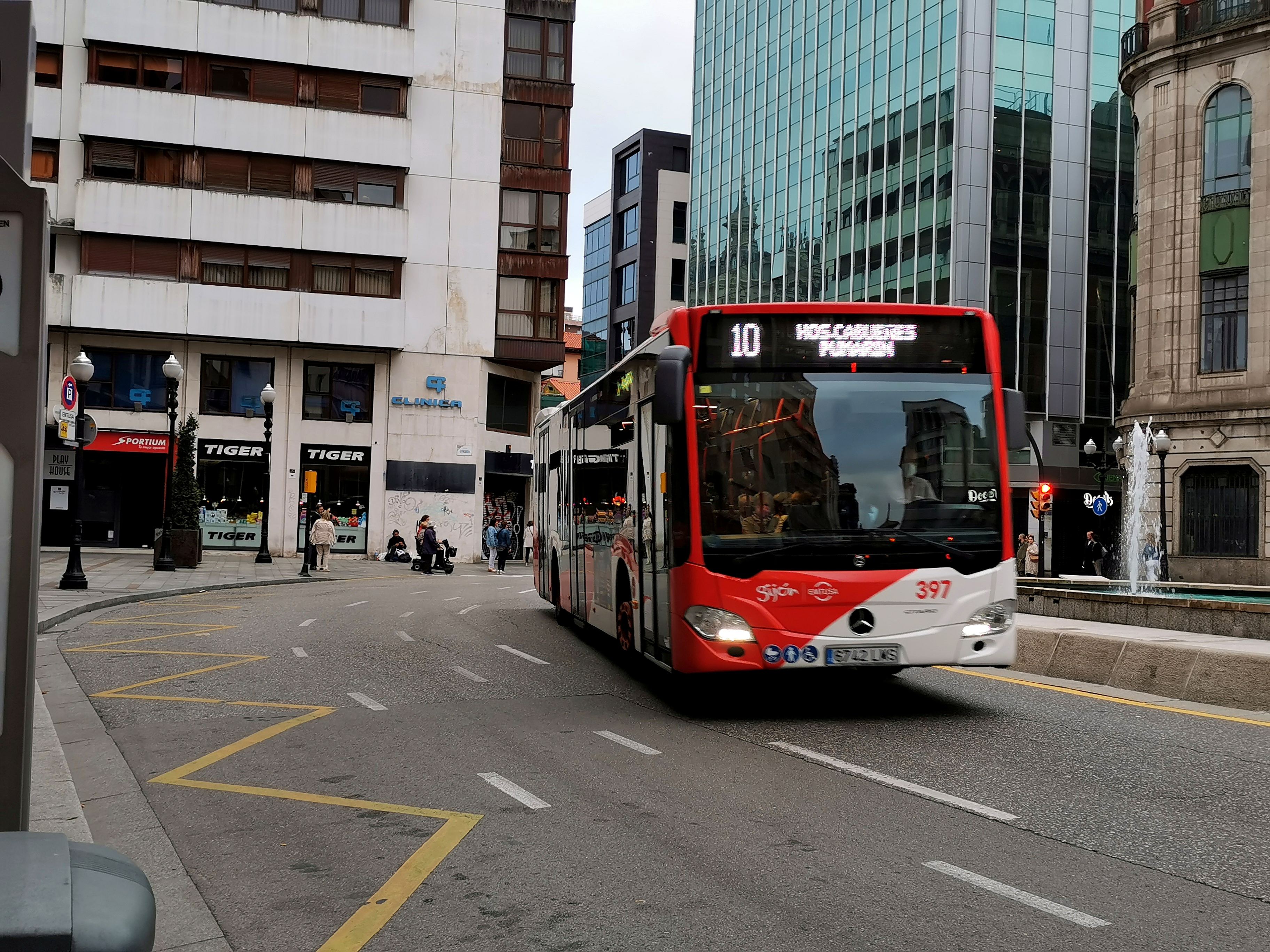
Autobús recorriendo la línea 10 en la plaza del Carmen.
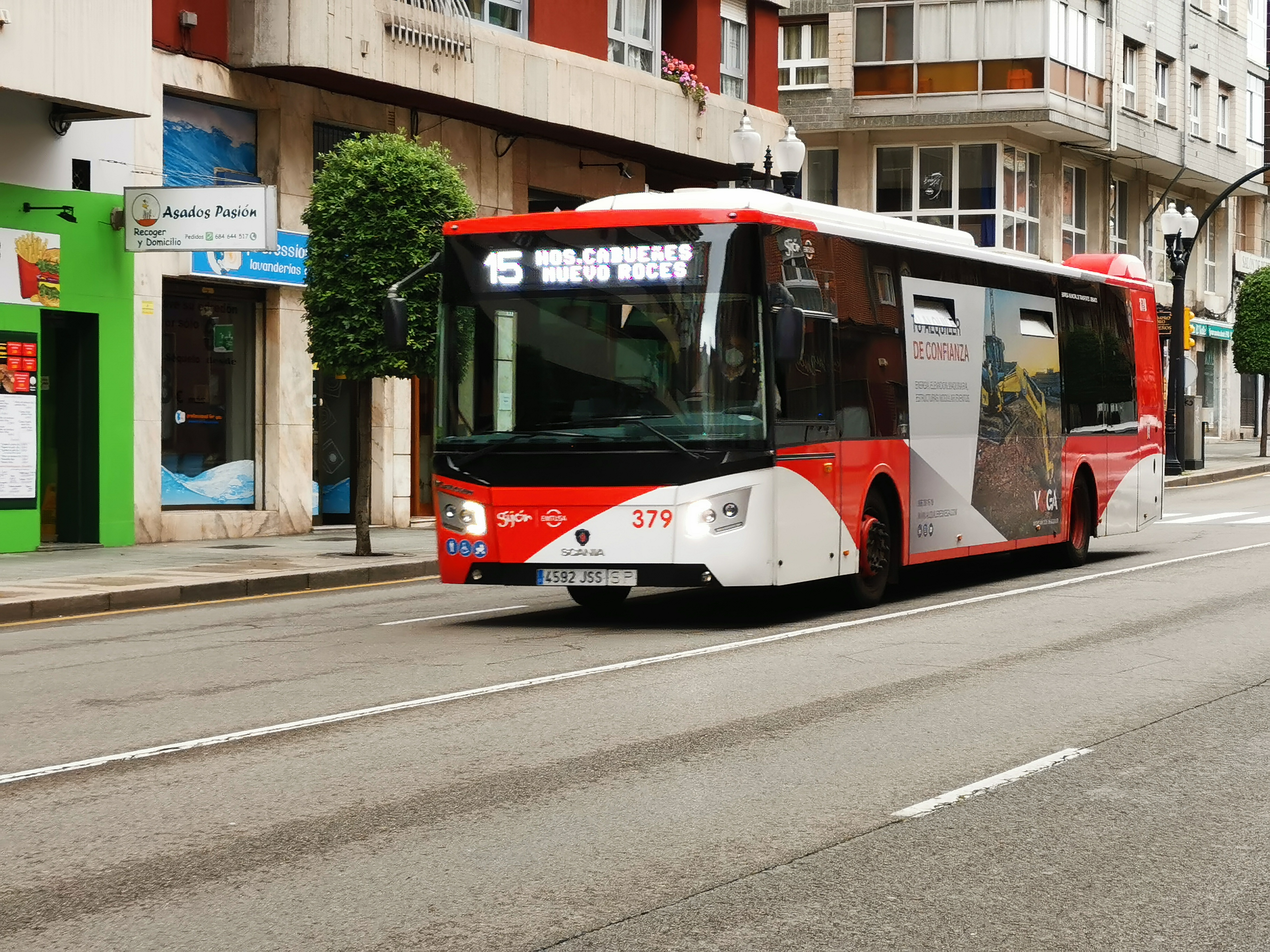
Autobús SCANIA recorriendo la línea 15 destino Nuevo Roces a la altura del barrio de La Arena.